# Kamešnica, Sjenica
Kamešnica (izvirno srbsko Камешница) je naselje v Srbiji, ki upravno spada pod Občino Sjenica; slednja pa je del Zlatiborskega upravnega okraja.

## Demografija
V naselju živi 277 polnoletnih prebivalcev, pri čemer je njihova povprečna starost 30,5 let (30,4 pri moških in 30,5 pri ženskah). Naselje ima 95 gospodinjstev, pri čemer je povprečno število članov na gospodinjstvo 4,65.
Po popisu prebivalstva iz leta 2002 je naselje večinoma bošnjaško.
|  |

| Demografija | Demografija     | Demografija     |
| Leto        | Št. prebivalcev | Št. prebivalcev |
| ----------- | --------------- | --------------- |
|             |                 |                 |
|             |                 |                 |
|             |                 |                 |
|             |                 |                 |
| 1948        | 472             |                 |
| 1953        | 499             |                 |
| 1961        | 542             |                 |
| 1971        | 527             |                 |
| 1981        | 552             |                 |
| 1991        | 569             | 564             |
| 2002        | 669             | 442             |
|             |                 |                 |

| Etnična sestava po popisu iz leta 2002 | Etnična sestava po popisu iz leta 2002 | Etnična sestava po popisu iz leta 2002 | Etnična sestava po popisu iz leta 2002 | Etnična sestava po popisu iz leta 2002 |
| -------------------------------------- | -------------------------------------- | -------------------------------------- | -------------------------------------- | -------------------------------------- |
| Bošnjaki                               | Bošnjaki                               |                                        | 426                                    | 96,38%                                 |
| Muslimani                              | Muslimani                              |                                        | 16                                     | 3,61%                                  |
| Neznano                                | Neznano                                |                                        | 0                                      | 0,0%                                   |